# Ambrosia Tønnesen
Ambrosia Tønnesen (28 janvier 1859-21 janvier 1948) est une sculptrice norvégienne. Elle est considérée comme la première sculptrice professionnelle en Norvège et est surtout connue pour ses nombreux portraits, notamment des statues, des bustes et des reliefs. 

## Jeunesse
Ambrosia Tønnesen naît à Ålesund, fille d'Abraham Tønnesen et de Thomine Jonasen. Elle travaille comme institutrice à Bergen pendant quelques années, tout en étudiant le dessin, la modélisation et la peinture. En 1885, elle se rend à Copenhague où elle se forme aux côtés de la peintre Bertha Wegmann et le sculpteur Stephan Sinding. Elle étudie ensuite avec le sculpteur Albert Wolff à Berlin, puis avec René de Saint-Marceaux à Paris en 1887. Elle y rencontre Mary Banks avec qui elle passera 33 ans de sa vie,.  

## Carrière
Parmi les premières sculptures d'Ambrosia Tønnesen figurent Våren (1885), Sneklokken (1887), Den onde Hjørdis (1890) et Den korsfestede Kristus (en français : Le Christ crucifié ; sculpture en marbre située dans l'église d'Årstad, 1890).  
Elle réalise un grand nombre de portraits et est considérée comme la première sculptrice norvégienne à pouvoir vivre de son art. Ses portraits incluent des statues d'Ole Bull, Johan Christian Dahl ; reliefs de Dorothe Engelbretsdatter et Petter Dass ; et bustes d'Edvard Grieg (1902), Amalie Skram (1916, marbre conservé au Bergen Kunstmuseum), Gina Krog (1919), Claus Fasting (1924), Christian Michelsen (1924), Henrik Angell (1924), Wollert Konow (1925) et Haakon Wallem  (1942). 
Ambrosia Tønnesen participe à un concours pour la création d'une statue commémorative à l'effigie de Camilla Collett. Elle obtient la troisième place et son œuvre peut être aujourd'hui vue à la bibliothèque nationale de Norvège.  

## Œuvres

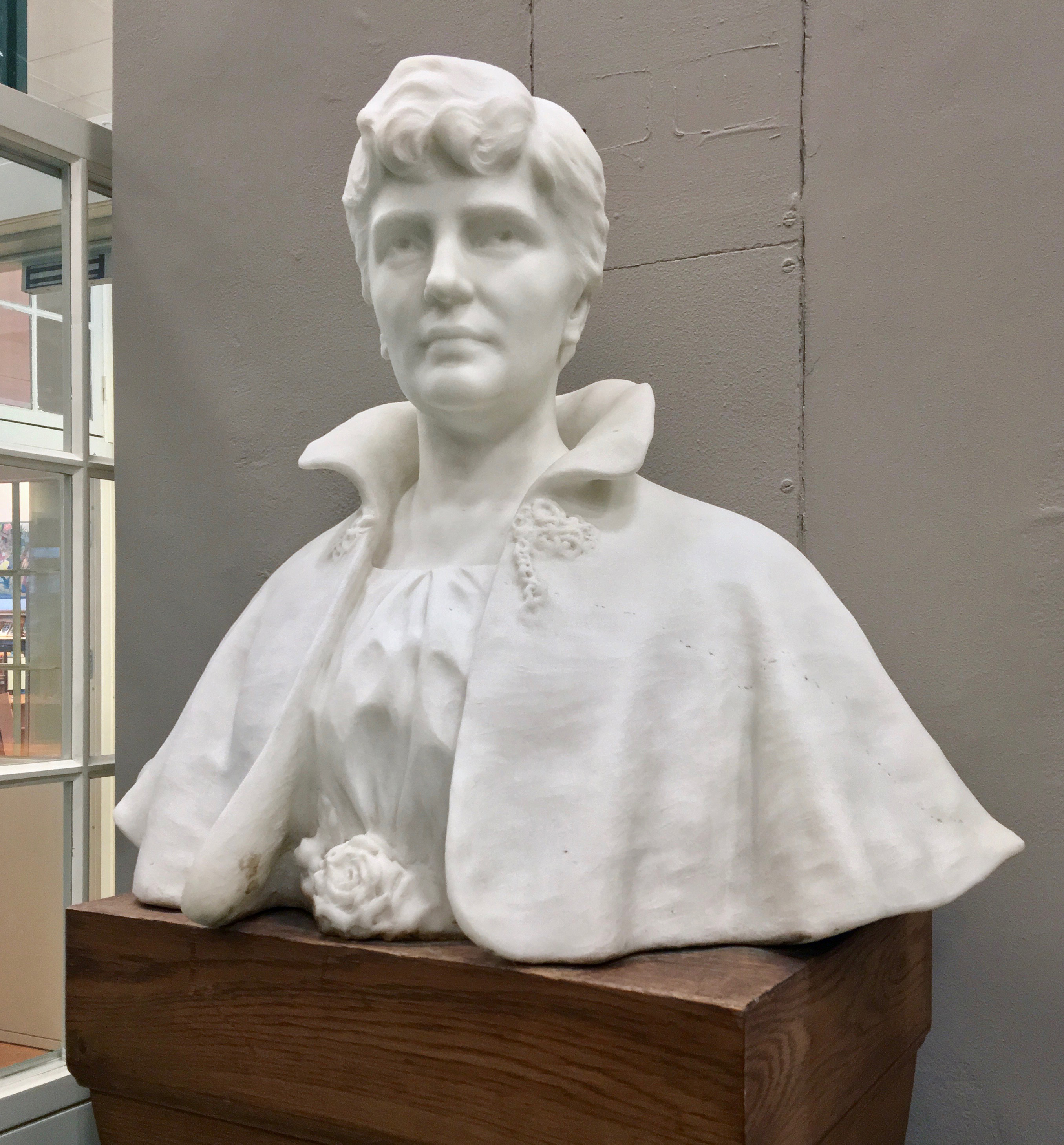
Buste en marbre représentant l'écrivaine Amalie Skram, exposé dans la bibliothèque publique de Bergen
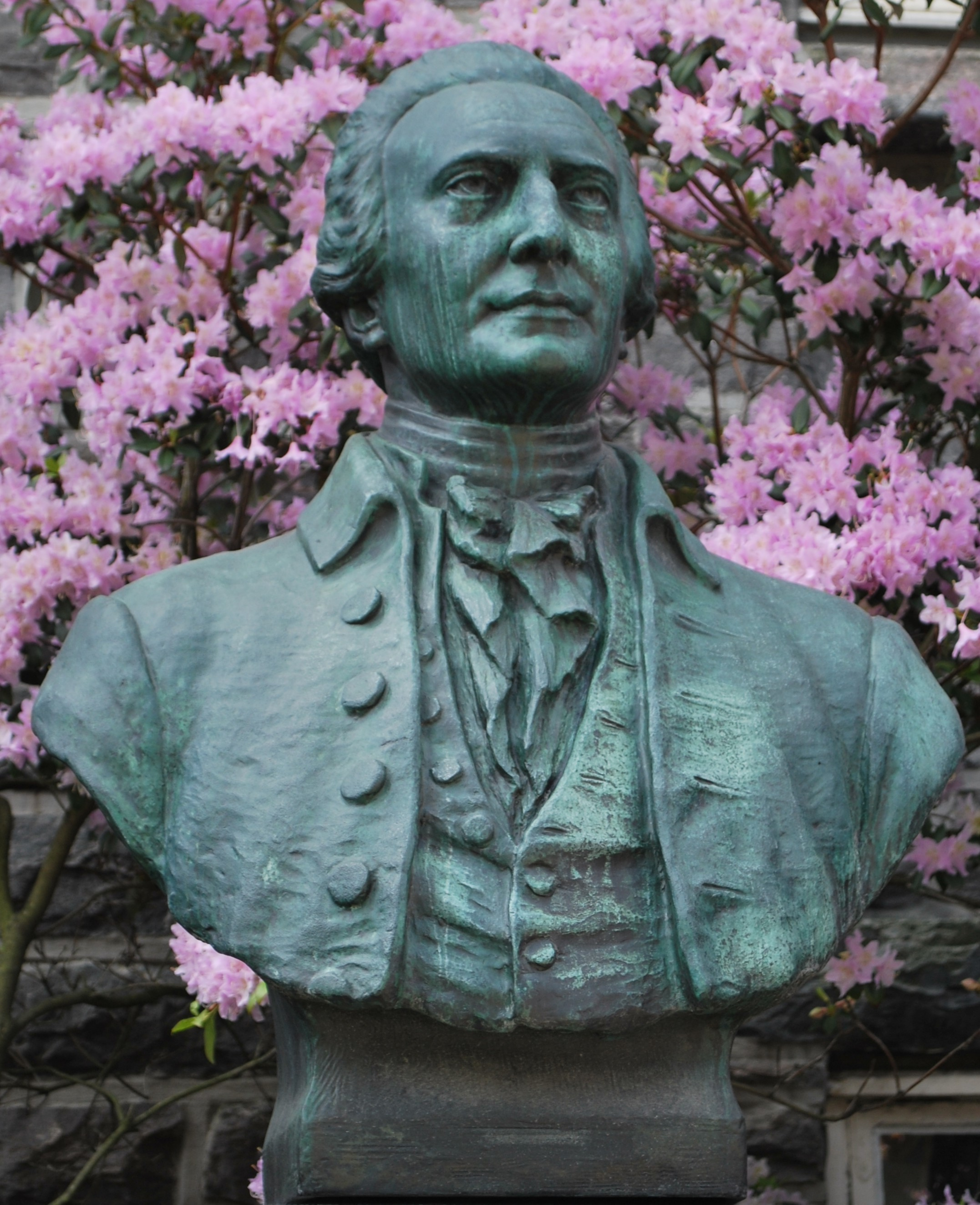
Buste représentant Claus Fasting, à l'extérieur de la bibliothèque publique de Bergen
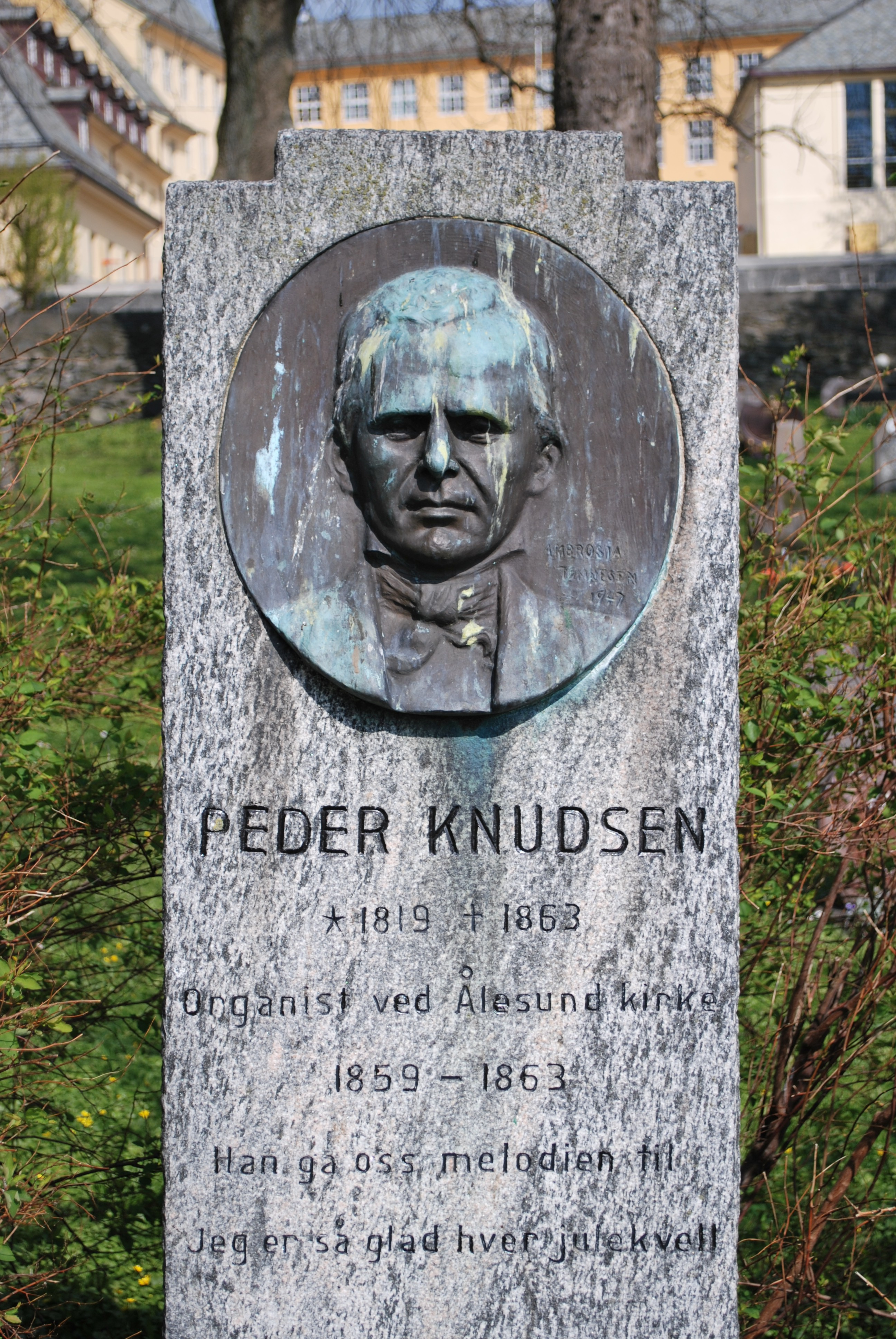
Monument à Peder Knudsen situé devant l'église d'Ålesund
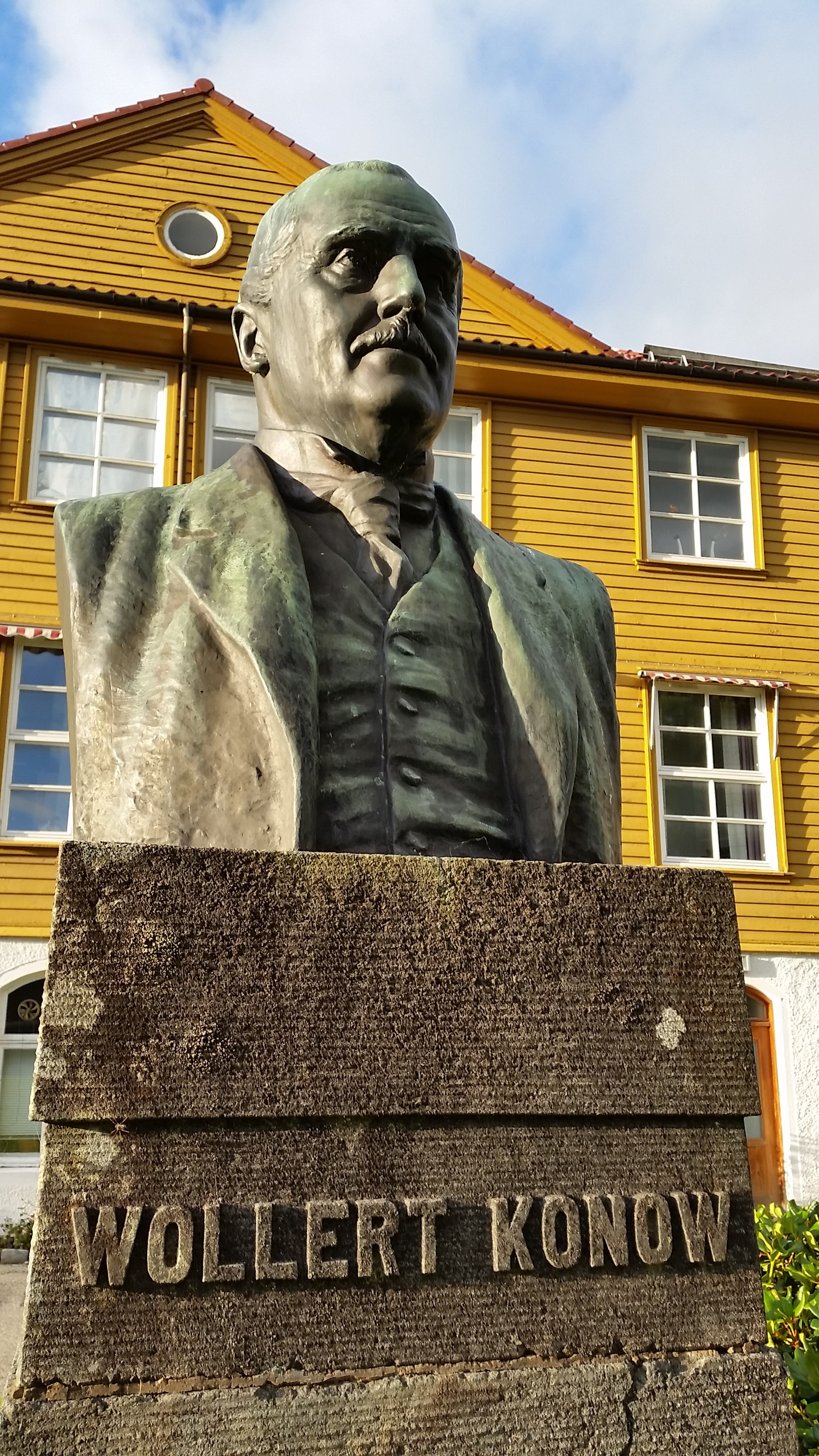
Buste représentant Wollert Konow dans la ville de Bergen

## Décès
Elle décède à Fana (aujourd'hui Bergen) le 21 janvier 1948, à l'âge de 88 ans. 